# Geneviève Prémoy
Geneviève Prémoy, alias Chevalier Balthazard (1660-1706), est une femme officier de cavalerie française travestie de l'armée de Louis XIV, devenue célèbre auprès de ses contemporains après la publication de son autobiographie en 1703.

## Biographie
Née le 15 mars 1660 à Guise en Picardie, ayant pour habitude depuis toute jeune de pratiquer l'équitation et manier le sabre et le pistolet, elle porte ensuite des habits d'homme ce qui lui vaut un conflit avec sa famille. Prémoy s'enfuit du domicile familial après une altercation avec sa sœur à ce sujet. Elle se rend à Lille où elle s'habille définitivement en homme et se fait appeler « Chevalier Balthazard ». Peu après, il s'enrôle dans le régiment de cavalerie du Prince de Condé en 1676.
Après de multiples exploits sur les champs de bataille dont le remplacement d'un officier fuyard lors du siège de Cambrai, le Chevalier Balthazard est fait lieutenant par le maréchal d'Humière le 22 mars 1677. En 1688, elle participe au Siège de Philippsburg. En 1691 au Siège de Mons, elle est repérée une première fois par le roi mais à cause d'une blessure près du sein droit, son sexe est dévoilé, car le vieux chirurgien-major qui la soignait habituellement et gardait le secret avait été tué peu avant dans les combats.
En 1692, Louis XIV qui visite son camp est informé de la présence de Prémoy et à la suite d'une entrevue l'invite à Versailles où elle est reçue avec tous les honneurs en 1692 après de nombreux nouveaux exploits à la bataille de Steinkerque. En juillet 1693, elle est gravement blessée de deux coups de fusil dont l'un « lui traverse le corps » dans des circonstances héroïques à la bataille de Pont d'Atrésin. Le roi apprenant la nouvelle ordonne qu'elle soit soignée à ses frais et l'inscrit à l'Ordre royal et militaire de Saint-Louis qu'il vient de créer, et « de porter cette croix en écharpe, à l'instar des commandeurs ». La blessure la maintien hors de combat pendant plusieurs années.
Son autobiographie, Histoire de la Dragone : contenant les actions de Genevieve Premoy, est publiée en 1703.